# Hapigiodes frederica
Hapigiodes frederica är en fjärilsart som beskrevs av Dyar 1911. Hapigiodes frederica ingår i släktet Hapigiodes och familjen tandspinnare. Inga underarter finns listade i Catalogue of Life.